# Svantjärnen (Ströms socken, Jämtland)
Svantjärnen är en sjö i Strömsunds kommun i Jämtland och ingår i Ångermanälvens huvudavrinningsområde. Sjön har en area på 0,0285 kvadratkilometer och ligger 573,8 meter över havet. Sjön avvattnas av vattendraget Nåsjöbäcken.

## Delavrinningsområde
Svantjärnen ingår i det delavrinningsområde (716474-146932) som SMHI kallar för Inloppet i Nåsjön. Medelhöjden är 628 meter över havet och ytan är 2,64 kvadratkilometer. Det finns inga avrinningsområden uppströms utan avrinningsområdet är högsta punkten. Nåsjöbäcken som avvattnar avrinningsområdet har biflödesordning 4, vilket innebär att vattnet flödar genom totalt 4 vattendrag innan det når havet efter 269 kilometer. Avrinningsområdet består mestadels av skog (91 procent). Avrinningsområdet har 0,12 kvadratkilometer vattenytor vilket ger det en sjöprocent på 4,4 procent.